# Les Travaux d'Hercule (film, 1958)
Pour les articles homonymes, voir Douze travaux (homonymie) et Hercule (homonymie).
Pour plus de détails, voir Fiche technique et Distribution.
Les Travaux d'Hercule (Le fatiche di Ercole) est un film hispano-italien réalisé par Pietro Francisci et sorti en 1958.
Il met en scène le héros mythologique de la Grèce antique, Hercule (Héraclès en grec), interprété par le culturiste américain Steve Reeves. Après avoir affronté le lion de Némée qui terrorisait la région, Hercule s'embarque avec Jason à la recherche de la Toison d'or pour permettre à ce dernier de reconquérir le trône de Thessalie. Le film est librement inspiré d'un poème sur l'expédition des Argonautes, écrit par Apollonios de Rhodes. Immense succès en Italie, dans le reste de l'Europe et aux États-Unis, le film a lancé la mode des péplums aux hommes-muscles en Italie. Après Reeves, de nombreux autres culturistes ont joué des héros mythologiques dans des films italiens.

## Synopsis
Hercule est convoqué à la cour de Pélias, roi de Iolcos, pour assurer la tutelle d'Iphitos, le fils inepte et vantard du roi. Il y fait également la connaissance de Iole, la fille du roi : une forte attirance naît entre les deux. Pélias cache un terrible secret : aidé par Eurysthée, un assassin qu'il a sauvé de sa condamnation, il a fait tuer son frère, alors roi, et s'est fait voler la toison d'or qui était exposée dans le palais en signe de bénédiction, afin de s'emparer du trône. La responsabilité de la mort du roi incombe toutefois à Chiron, qui a enlevé le fils du roi, Jason.
Hercule commence à entraîner le réticent Iphitos, assisté de Castor et Pollux et d'un jeune admirateur qui se propose d'être son assistant, Ulysse. Mais peu après, ayant appris qu'un lion féroce rôde dans les environs, tuant tous ceux qu'il croise, Hercule décide de passer à l'action pour l'éliminer. L'orgueilleux Iphitos le suit, contre l'avis du héros, et se fait tuer par le fauve, le fameux lion de Némée, qu'Hercule tue à son tour en l'étouffant. Affolé par la mort de son fils et poussé par Eurysthée à se venger, Pélias bannit Hercule de Iolco et l'engage, avec sa malédiction, à payer le prix de sa culpabilité en lui ordonnant de tuer une autre bête sanguinaire : le Taureau crétois.
Après son combat, dont il sort victorieux, Hercule retrouve Jason et Chiron mourant. Ce dernier lui révèle que Jason est l'héritier légitime du trône de Iolco et prétend savoir où se trouve la toison. De retour à la cour, Hercule et Jason se rendent à Pélias. En chemin, aidant une petite famille à traverser une rivière en furie, Jason perd sa sandale et, en arrivant à la cour, Pélias reconnaît en Jason l'homme contre lequel une sibylle l'avait mis en garde. Pour gagner du temps, Pélias déclare solennellement que si Jason réussit réellement à rapporter la Toison d'or, ce sera la preuve qu'il dit la vérité et que ses revendications sont légitimes. Le jeune héritier et Hercule se mettent donc en route pour la Colchide, en compagnie d'autres héros, dont Argos, Castor et Pollux, Tiphys, Orphée, Laërte avec son fils Ulysse, et Esculape. Cependant, le groupe est également rejoint par le perfide Eurysthée, qui a pour mission de saboter l'expédition. Pendant ce temps, la belle Iole attend avec impatience le retour de son cousin et de son bien-aimé.
Lors de la première étape de leur voyage, les Argonautes rencontrent la belle Antéa, reine des redoutables et fascinantes Amazones. C'est surtout Jason qui se familiarise avec elle, tandis qu'une forte attirance mutuelle s'installe entre les hommes et les femmes. Mais l'idylle prend bientôt fin : les Anciennes de la Tribu obligent Antéa et les autres Amazones à renoncer aux hommes et s'apprêtent à brûler leur navire et à les tuer à l'aube du lendemain. Ulysse, qui a entendu la conversation, prévient ses compagnons. Puis après qu'Ulysse eut versé un somnifère pour endormir tout le monde, Hercule, Orphée et Ulysse récupèrent leurs compagnons et les Argonautes s'éclipsent pour reprendre leur route. Les Amazones leur disent adieux en chantant une chanson déchirante. Jason pense fort à Antéa. Cette dernière aussi, heureuse qu'il soit en vie mais triste que son grand amour soit partie.
Après Lemnos, les Argonautes arrivent en Colchide : ils vainquent les habitants grossiers et Jason récupère la toison d'or après avoir abattu le monstre qui la gardait. Jason trouve inscrite sur la toison la preuve de la culpabilité de Pélias, écrite avec du sang par son père. Aussitôt, les héros reprennent la mer. Mais à la fin du voyage de retour, Eurysthée s'empare de la toison et l'emporte au palais. Hercule se rend seul auprès du roi, craignant les embuscades de ses compagnons, et surprend Pélias avec Eurysthée. Mais peu après, il tombe dans un piège. Heureusement, Iole a compris ce qui se passe et aide Hercule à se libérer, et le héros rejoint ses compagnons pour le dernier combat, au cours duquel Eurysthée meurt.
À la fin, alors qu'Hercule fait s'écrouler la façade du palais sur les chevaliers d'Iolco, Pélias est contraint de se rendre. Saisi de culpabilité, il boit une potion mortelle, avoue sa faute à Iole et à Jason et meurt en bénissant l'union de sa fille et d'Hercule et en invoquant le pardon des dieux. Hercule et Iole, enfin réunis, partent ensemble pour de nouvelles aventures.

## Fiche technique
- Titre original : Le fatiche di Ercole
- Titre français : Les Travaux d'Hercule
- Titre espagnol : Hércules
- Réalisation : Pietro Francisci
- Assistants à la réalisation : Ettore Mattera, Pietro Nuccorini
- Scénario : Ennio De Concini, Pietro Francisci et Gaio Fratini d’après les Argonautiques d'Apollonius de Rhodes
- Dialogues français : Josette France
- Décors : Flavio Mogherini
- Costumes : Giulio Coltellacci
- Chorégraphie : Gisa Geert
- Maquillages : Euclide Santoli
- Photographie : Mario Bava
- Son : Renato Cadueri, Giulio Tagliacozzo
- Montage : Mario Serandrei
- Musique : Enzo Masetti
- Direction musicale : Carlo Savina
- Producteur : Federico Teti
- Sociétés de production : Oscar Film (Italie), Galatea Film (Italie), Urania Film (Espagne), Embassy Pictures (États-Unis)
- Sociétés de distribution : Lux Films (Italie), Delta Films S.A. (Espagne), Embassy Pictures (États-Unis), Warner Bros. (États-Unis), Société D3 Distribution (France)
- Pays d’origine :  Italie /  Espagne
- Langue originale : italien
- Tournage intérieur : studios Titanus (Rome)
- Format : couleur (Eastmancolor) — 35 mm — 2.35:1 Dyaliscope — son monophonique (Westrex Recording System)
- Genre : péplum
- Durée : 100 minutes
- Dates de sortie : 
  - Italie : 20 février 1958
  - Espagne : 23 novembre 1959
  - France : 22 avril 1959
- (fr) Classification CNC : tous publics (visa d'exploitation no 21032 délivré le 17 décembre 1958)
- Affiche : Giuliano Nistri (Italie)

## Distribution

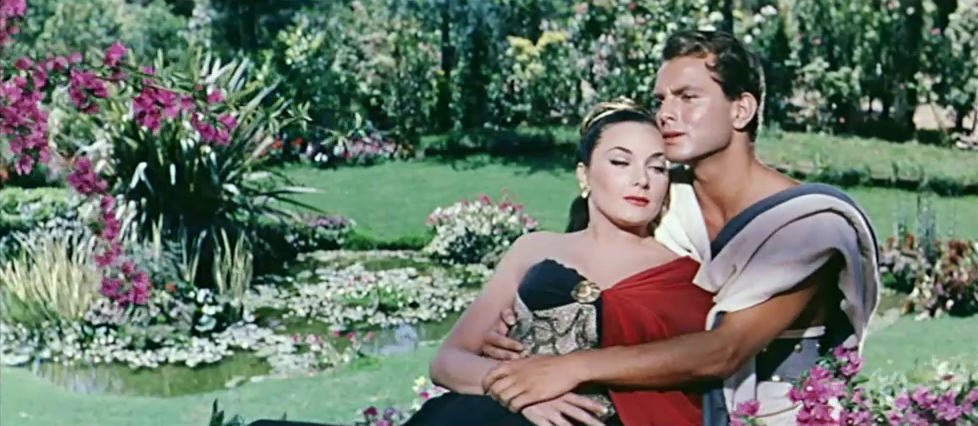
Gianna Maria Canale et Fabrizio Mioni

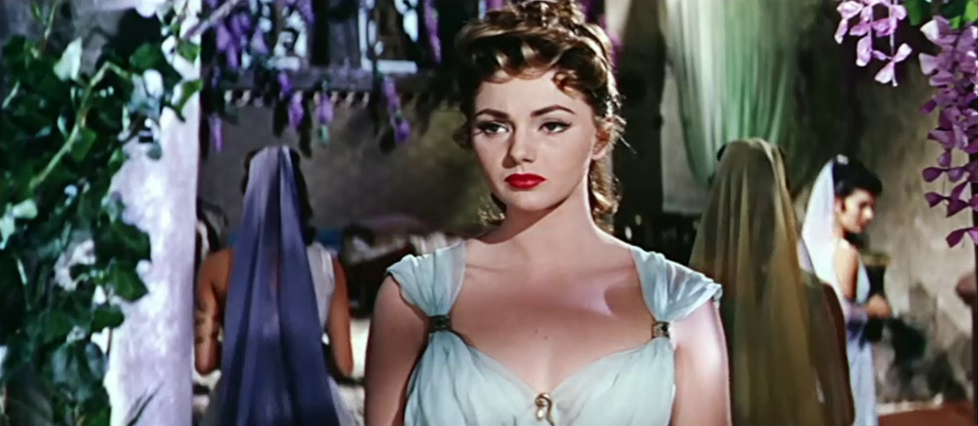
Sylva Koscina

- Steve Reeves (VF : Jean-Claude Michel) : Hercule (doublure : Giovanni Cianfriglia)
- Sylva Koscina (VF : Marcelle Lajeunesse) : Iole fille de Pélias
- Fabrizio Mioni (VF : Hubert Noël) : Jason
- Gianna Maria Canale (VF : Paule Emanuele) : Anthéa, reine des Amazones
- Gabriele Antonini : Ulysse
- Ivo Garrani (VF : Jean Davy) : Pélias
- Arturo Dominici : Eurysthée
- Mimmo Palmara (VF : Michel Gudin) : Iphitos
- Lydia Alfonsi (VF : Lita Recio) : la sibylle
- Aldo Fiorelli (VF : Jean Violette) : Argos
- Gino Mattera (VF : Roland Menard) : Orphée
- Walter Grant/Gian Paolo Rosmino (VF : Paul Ville) : Esculape
- Afro Poli (VF : Pierre Morin) : Chiron
- Gina Rovere : la première Amazone

## Production
Les Travaux d'Hercule a été tourné en Eastmancolor et avec le système français Dyaliscope à écran large dans la réserve naturelle régionale Tor Caldara, sur les plages de sable d'Anzio, aux studios Titanus à Rome et dans le quartier de l'EUR. Se déroulant principalement dans des paysages méditerranéens, le décor est relativement simple par rapport à de nombreux autres films du genre. Mario Bava, qui réalisera plus tard des films d'épouvante, est responsable de l'éclairage et des effets spéciaux. La musique a été composée par Enzo Masetti.

## Style et thèmes
Malgré son titre, le film se concentre sur l'histoire des Argonautes, plus appropriée pour un film d'aventure, et interprète la mythologie grecque de manière assez libre. Steve Reeves, vainqueur de Mister Univers, n'est pas un acteur accompli, mais son charisme et ses attributs physiques font de lui l'acteur idéal pour le rôle du légendaire homme fort. L'accent mis sur le physique et la masculinité est contrebalancé par la quête d'humanité du héros et son histoire d'amour avec Iole, interprétée par Sylva Koscina d'origine yougoslave,.

## Exploitation
Le film a été un énorme succès commercial en Italie et ailleurs en Europe et en Amérique du Nord. En Italie, le film enregistre 5 838 816 entrées et se place 7e du box-office Italie 1957-1958. Le producteur américain Joseph E. Levine achète les droits pour 120 000 dollars. Il dépense un million pour la promotion du film, mettant au point une campagne publicitaire audiovisuelle par « saturation », utilisant plus de 600 visuels d'Hercule ; une procédure devenue courante dans les décennies qui suivent pour la promotion de productions cinématographiques prestigieuses. Aux États-Unis, le film est vu par quelque 24 millions de personnes dans plus de 11 000 salles et rapporte 18 millions de dollars. Le succès de Francis, Reeves et Levine a été suivi l'année suivante par la sortie de la suite, Hercule et la Reine de Lydie, qui a été considérée comme supérieure à son prédécesseur.

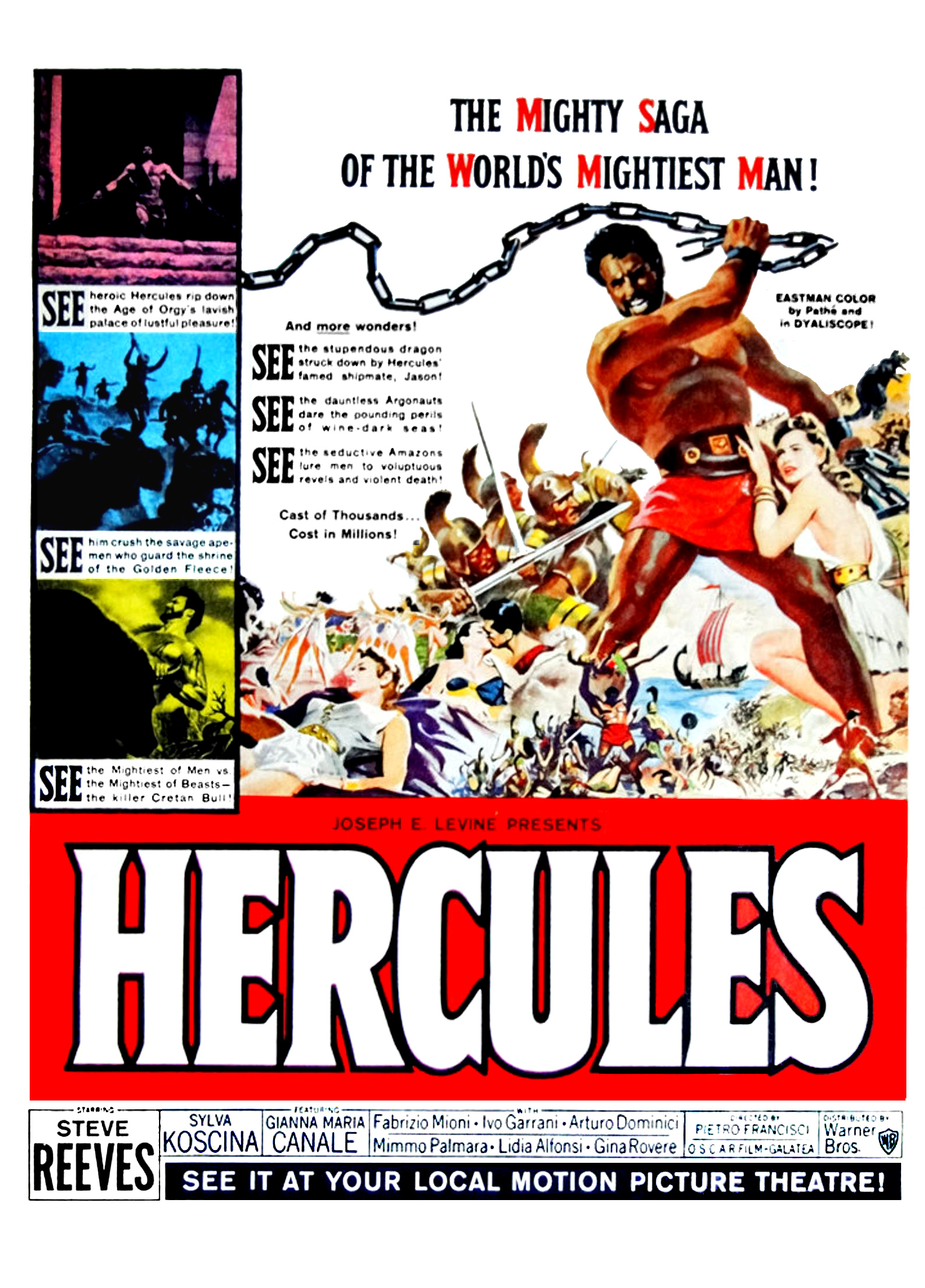
Publicité dans un magazine américain en 1959
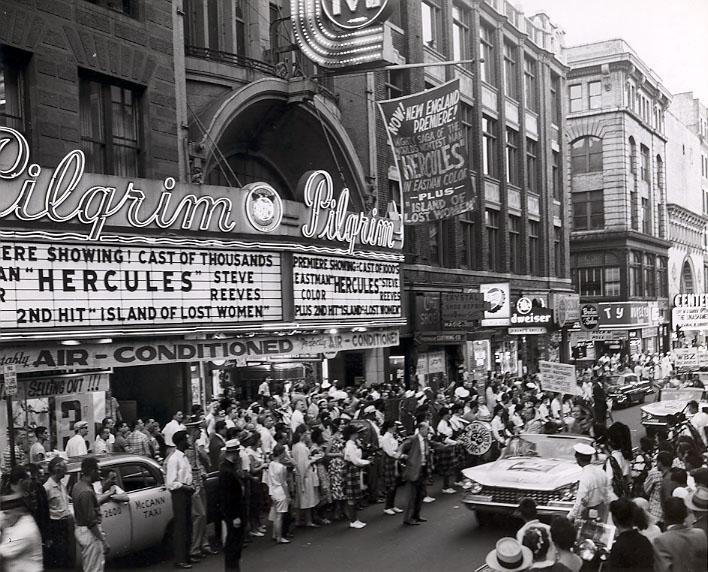
Photo promotionnelle pour la sortie du film à Boston en 1959
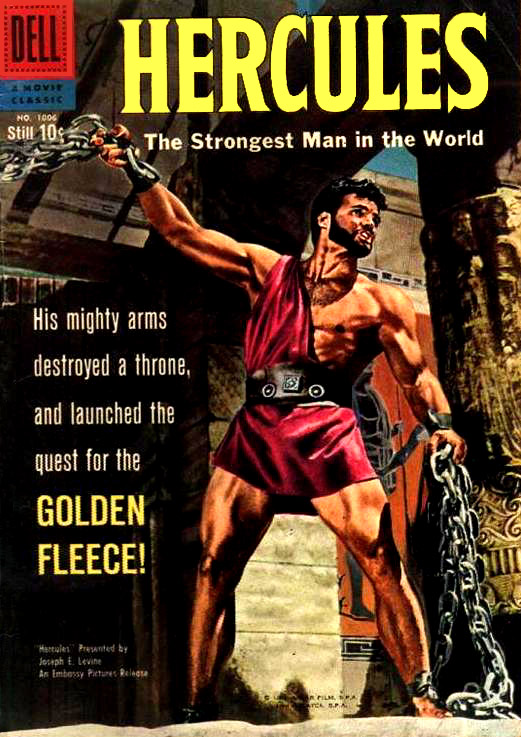
Couverture d'une BD américaine de l'époque

## Postérité
Les Travaux d'Hercule inaugure une série de près de deux cents péplums qui se poursuit jusqu'en 1964, date à laquelle le genre est remplacé par le western spaghetti. Steve Reeves, qui a connu une belle carrière d'acteur, est suivi par de nombreux hommes-muscles comme Reg Park, Gordon Scott, Brad Harris, Dan Vadis, Alan Steel et Kirk Morris, qui incarnent les héros Hercule, Goliath, Ursus, Samson ou Maciste. L'Hercule de Reeves et ses imitateurs ont diffusé une nouvelle image de la masculinité, suscité l'intérêt pour le culturisme et influencé les perceptions esthétiques des sous-cultures homosexuelles.
Les péplums italiens mettant en scène Hercule
- 1958 : Les Travaux d'Hercule (Le fatiche di Ercole) de Pietro Francisci
- 1959 : Hercule et la Reine de Lydie (Ercole e la regina di Lidia) de Pietro Francisci
- 1960 : La Vengeance d'Hercule (La vendetta di Ercole) de Vittorio Cottafavi
- 1960 : Les Amours d'Hercule (Gli amori di Ercole) de Carlo Ludovico Bragaglia
- 1961 : Samson contre Hercule (Sansone) de Gianfranco Parolini
- 1961 : Hercule à la conquête de l'Atlantide (Ercole alla conquista di Atlantide) de Vittorio Cottafavi
- 1961 : Hercule contre les vampires (Ercole al centro della terra) de Mario Bava et Francesco Prosperi
- 1961 : La Fureur d'Hercule (Ursus) de Carlo Campogalliani
- 1961 : Deux Corniauds contre Hercule (Maciste contro Ercole nella valle dei guai) de Mario Mattoli
- 1962 : Hercule se déchaîne (La furia di Ercole) de Gianfranco Parolini
- 1962 : Ulysse contre Hercule (Ulisse contro Ercole) de Mario Caiano
- 1963 : Hercule, Samson et Ulysse (Ercole sfida Sansone) de Pietro Francisci
- 1963 : Hercule, le Héros de Babylone (L'eroe di Babilonia) de Siro Marcellini
- 1963 : Hercule contre Moloch (Ercole contro Moloch) de Giorgio Ferroni
- 1963 : Goliath et l'Hercule noir (Goliath e la schiava ribelle) de Mario Caiano
- 1964 : Hercule l'invincible (Ercole l'invincibile) d'Alvaro Mancori
- 1964 : Samson contre tous (Ercole contro Roma) de Piero Pierotti
- 1964 : Hercule contre les mercenaires (L'ultimo gladiatore) d'Umberto Lenzi
- 1964 : Le Triomphe d'Hercule (Il trionfo di Ercole) d'Alberto De Martino
- 1964 : Hercule contre les Fils du soleil (Ercole contro i figli del sole) d'Osvaldo Civirani
- 1964 : Le Grand Défi (Ercole, Sansone, Maciste e Ursus gli invincibili) de Giorgio Capitani
- 1964 : Hercule contre les tyrans de Babylone (Ercole contro i tiranni di Babilonia) de Domenico Paolella
- 1965 : Hercule défie Spartacus (Il gladiatore che sfidò l'impero) de Domenico Paolella
- 1965 : Le Défi des géants (La sfida dei giganti) de Maurizio Lucidi
- 1983 : Hercule (Hercules) de Luigi Cozzi
- 1985 : Les Aventures d'Hercule (Le avventure dell'incredibile Ercole) de Luigi Cozzi